# بيوتر راتشكوڤسكي
بيوتر راتشكوڤسكي : (1853 م - 1910 م) ، كان رئيس مكتب العلاقات الخارجية بأوكرانا (الشرطة السياسية السرية للأمبراطورية الروسية) وقد شغل هذا المنصب من مارس 1880 م وحتى نوفمبر 1902 م. 

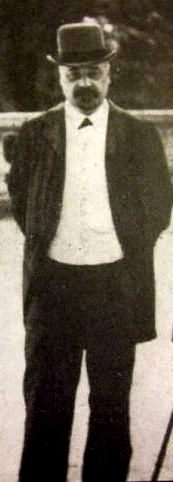
(173 × 482 pixelspx